# Oprogramowanie do zarządzania projektami
Oprogramowanie do zarządzania projektami – oprogramowanie komputerowe służące do zarządzania projektami, czyli harmonogramowania, kontroli i zarządzania budżetem, alokacji zasobów, zarządzania jakością i dokumentacją, zarządzania ryzykiem oraz zarządzania odchyleniami w projektach.
Oprogramowanie takie może być udostępniana użytkownikom przez Internet jako usługa lub może zostać zaimplementowane jako program działający na komputerze użytkownika z możliwością do współdzielenia i współpracy z innymi użytkownikami, przechowywania danych w centralnej bazie danych, np. relacyjnej. Aplikacje takie mogą działać w środowisku heterogenicznym z wieloma różnymi systemami operacyjnymi.

## Zadania oprogramowania do zarządzania projektami

### Harmonogramowanie
Jednym z najważniejszych zadań podczas zarządzania projektami jest harmonogramowanie sekwencji zdarzeń i zadań. Oprogramowanie pozwala na opanowanie złożoności tego zadania. Oprogramowanie oferuje następujące wsparcie:
- Zdarzenia mogą zależeć od siebie w różny sposób. Oprogramowanie pomaga w śledzeniu tych zależności.
- Harmonogramowanie przydziału zasobów do zadań tak, aby wykorzystać zasoby najbardziej efektywnie.
- Radzenie sobie z niepewnościami oszacowania czasu trwania poszczególnych zadań i śledzenie czasu wykonania.
- Pomoc przy takim ustawianiu zadań by zdążyć w planowanym terminie zakończenia projektu.
- Pomoc przy pracy z wieloma harmonogramami projektów.

### Dostarczanie informacji
Oprogramowanie do zarządzania projektami dostarcza dużą ilość informacji wielu ludziom biorących udział w projekcie albo zainteresowanych wynikami projektu (interesariuszom). Typowe wymagania stawiane przed takim oprogramowaniem to dostarczenie:
- Listy zadań dla osób i przydział zasobów do zadań w projekcie.
- Zbiorczej informacji o długości trwania zadań.
- Wczesnych ostrzeżeń o ryzykach w projekcie.
- Informacji o pracochłonności.
- Informacji historycznych dotyczących dotychczasowego przebiegu projektu w kontekście harmonogramu, budżetu oraz zakresu.

### Obliczanie ścieżki krytycznej
W przypadku skomplikowanych harmonogramów mamy do czynienia ze ścieżką krytyczną lub sekwencją zdarzeń czy zadań zależnych od siebie w określonej kolejności. Zdarzenia te w sposób bezpośredni wpływają na długość trwania całego projektu. Oprogramowanie do zarządzania projektami może i powinno pomagać planistom w identyfikowaniu ścieżki krytycznej.